# Roger C. Weightman

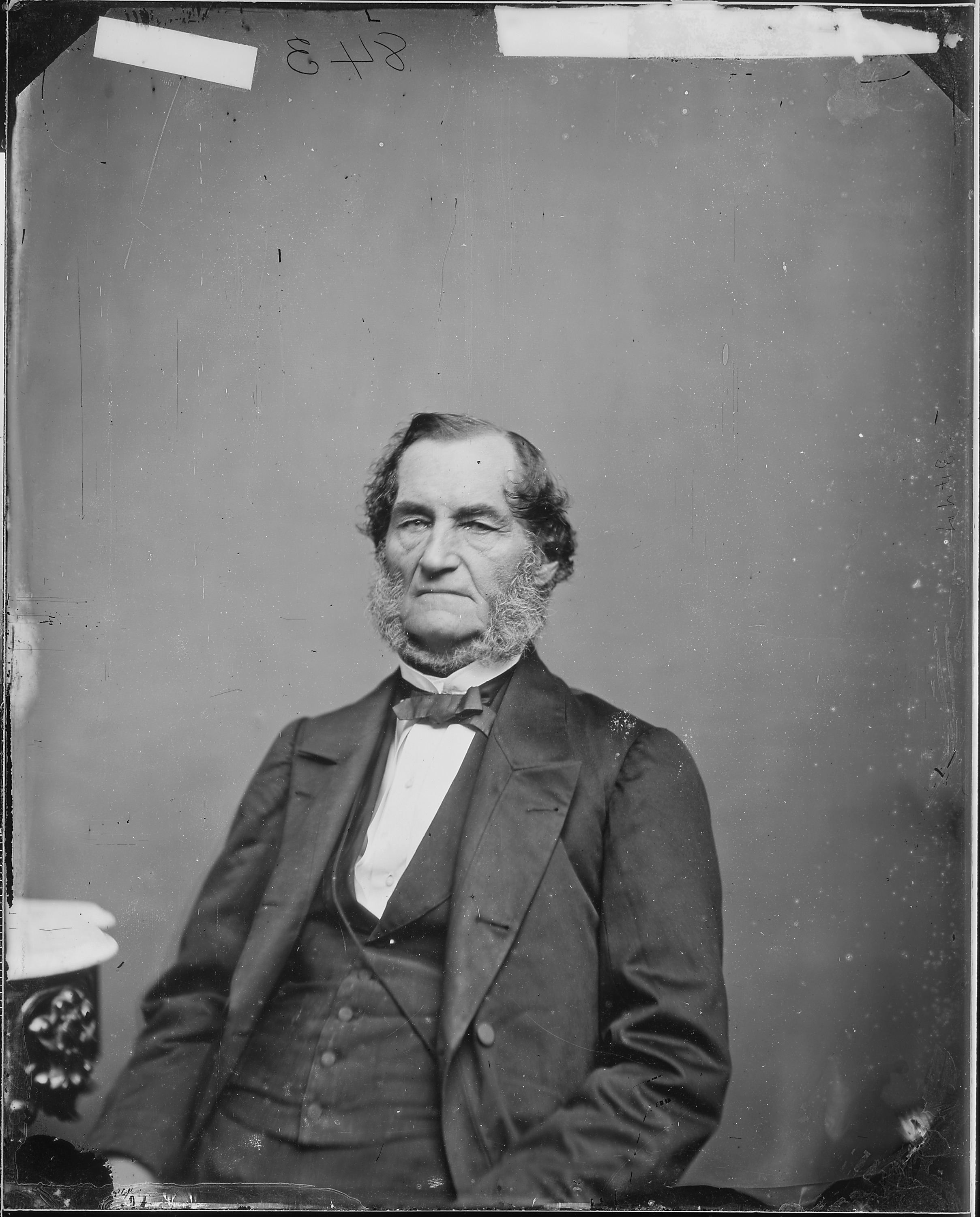
Roger C. Weightman

Roger Chew Weightman (* 18. Januar 1787 in Alexandria, Virginia; † 2. Februar 1876 in Washington, D.C.) war ein US-amerikanischer Politiker. Zwischen 1824 und 1827 war er Bürgermeister der Stadt Washington.

## Werdegang
Im Jahr 1800 kam Roger Weightman nach Washington, wo er eine Lehre im Druckerhandwerk absolvierte. Sieben Jahre später erwarb er eine eigene Druckerei und arbeitete fortan als Drucker für den Kongress. Außerdem betrieb er im Lauf der Zeit noch weitere Geschäfte in Washington. Er wurde auch Mitglied der örtlichen Miliz. Als die Briten im Jahr 1814 während des Britisch-Amerikanischen Krieges Washington einnahmen, geriet er für kurze Zeit in Kriegsgefangenschaft.
Die Parteizugehörigkeit Weightmans ist nicht überliefert. Zwischen 1817 und 1824 gehörte er dem Stadtrat von Washington an. Im Jahr 1822 kandidierte er erfolglos gegen Thomas Carbery für das Amt des Bürgermeisters seiner Heimatstadt. Die Wahl war so knapp, dass er zwei Jahre lang erfolglos gegen das Ergebnis klagte. Nach dem Tod von Bürgermeister Samuel Nicholas Smallwood am 30. September 1824 wurde er vom Stadtrat zu dessen Nachfolger bestimmt. Bis Juni 1826 beendete er die angebrochene Amtszeit seines Vorgängers. Dann wurde er selbst gegen Thomas Carbery für zwei Jahre in das Amt des Bürgermeisters gewählt. In diese Zeit fielen unter anderem die Feierlichkeiten zur 50. Wiederkehr der amerikanischen Unabhängigkeit sowie die Trauerfeiern für John Adams und Thomas Jefferson, die beide an just dem Tag des Jubiläums, dem 4. Juli 1826, verstarben. Jeffersons letzter Brief vor seinem Tod war an Weightman gerichtet. Darin bedankte er sich für die Einladung zu den Feierlichkeiten, die er aber aus gesundheitlichen Gründen ablehnen musste. Erwähnenswert ist noch, dass bis 1871 der Bürgermeister von Washington nicht den gesamten District of Columbia verwaltete. Die damals selbständige Stadt Georgetown stellte bis 1871 ihren eigenen Bürgermeister.
Im Jahr 1827 trat Roger Weightman vorzeitig von seinem Amt zurück, um eine Stelle bei der Washington Bank anzutreten. Sein Nachfolger wurde am 11. Juni 1827 Joseph Gales. Weightman war Gründungsmitglied der Washington National Monument Society. 1850 kandidierte er erfolglos für sein altes Amt als Bürgermeister der Bundeshauptstadt. Seit 1851 arbeitete er für das Bundespatentamt. Beim Ausbruch des Bürgerkrieges wurde er von Präsident Abraham Lincoln zum Brevet-Generalmajor der Miliz ernannt, der die Aufgabe hatte, die Miliz zu reformieren. Weightman, der auch Freimaurer war, starb am 2. Februar 1876 in Washington.